# Szadówko
Szadówko [pronunciación en polaco: /ʂanˈdufkɔ/] es un asentamiento ubicado en el distrito administrativo de Gmina Ryjewo, dentro del Condado de Kwidzyn, Voivodato de Pomerania, en Polonia del norte. Se encuentra aproximadamente a 6 kilómetros al oeste de Ryjewo, a 14 kilómetros al norte de Kwidzyn, y a 60 kilómetros al sur de la capital regional Gdansk.
Antes de 1945, el área fue parte de Alemania. Para la historia de la región, véase Historia de Pomerania.